# 2-й полк радіаційного, хімічного і бактеріологічного захисту (РФ)
2-й полк радіаційного, хімічного і біологічного захисту (РХБЗ) - формування спеціальних військ Росії у складі 2-ї загальновійськової армії у Центральному військовому окрузі.
Умовне йменування - військова частина 18664 (в/ч 18664).
Полк розташовано у місті Самара, військове містечко Чапаєвськ-11.

## Склад
- управління,
- 1-й батальйон РХБЗ (рота РХБЗ, рота спеціальної обрабки),
- 2-й батальйон РХБЗ (рота РХБЗ, рота спеціальної обрабки),
- вогнеметний батальйон (1-ша й 2-га вогнеметні роти, важка вогнеметна рота на ТОС-1А "Солнцепьйок"),
- батальйон аерозольної противодії,
- рота РХБ розвідки,
- взвод зв'язку,
- взвод матеріального забезпечення,
- технічний взвод,
- медпункт.[1]

## Озброєння
На озброєнні:
- 3 од. ТОС-1А "Солнцепьйок",
- РПО-А "Шмєль",
- РПО ПДМ-А "Приз",
- машини радіаційної і хімічної розвідки РХМ-4-01,
- розвідувальні хімічні машини РХМ-6,
- машини теплової обробки озброєння і військової техніки ТМС-65У,
- машини спеціальної обробки озброєння і спеціальної техніки АРС-14КМ,
- машини постановки димових завіс ТДА-2К.[1]